# Coupe d'Angleterre de football 1959-1960
Navigation
Coupe d'Angleterre 1958-1959 Coupe d'Angleterre 1960-1961
La Coupe d'Angleterre de football 1959-1960 est la 79e édition de la Coupe d'Angleterre de football. 
Wolverhampton Wanderers remporte sa quatrième Coupe d'Angleterre de football au détriment de Blackburn Rovers sur le score de 3-0, au bout d'une finale jouée dans l'enceinte du stade de Wembley à Londres.

## Quarts de finale
| #      | Équipe 1         | Résultat | Équipe 2                | Date         |
| ------ | ---------------- | -------- | ----------------------- | ------------ |
| 1      | Burnley FC       | 3–3      | Blackburn Rovers        | 12 mars 1960 |
| 2      | Leicester City   | 1–2      | Wolverhampton Wanderers | 12 mars 1960 |
| 3      | Aston Villa      | 2–0      | Preston North End       | 12 mars 1960 |
| 4      | Sheffield United | 0–2      | Sheffield Wednesday     | 12 mars 1960 |
| Replay | Blackburn Rovers | 2–0      | Burnley FC              | 16 mars 1960 |

## Demi-finales
| 26 mars 1960 | Aston Villa | 0–1 | Wolverhampton Wanderers | The Hawthorns, West Bromwich |
| 15:00        |             |     |                         |                              |

| 26 mars 1960 | Sheffield Wednesday | 1–2 | Blackburn Rovers | Maine Road, Manchester |
| 15:00        |                     |     |                  |                        |

## Finale
| 7 mai 1960 | Blackburn Rovers | 0 – 3 | Wolverhampton Wanderers | Stade de Wembley, Londres |
|            |                  |       |                         | Spectateurs : 98 964      |
|            | Rapport          |       |                         |                           |

- Wolverhampton Wanderers remporte sa quatrième Coupe d'Angleterre[1].